# Ernst Küster
Ernst Küster, född 18 juni 1874 i Breslau, död 6 juli 1953 i Giessen, var en tysk botaniker.
Küster blev professor i Bonn 1912, i Giessen och direktor för botaniska trädgården där 1926. Han ägnade sin forskning särskilt åt mikroorganismernas fysiologi och biologi, åt panachering och annan avvikande bladfärgning samt åt gallbildningarnas anatomi, fysiologi och biologi. Küsters forskning om gallbildningar var grundläggande. Från 1904 var han utgivare av Zeitschrift für wissenschaftliche Mikroskopie.